# Fate/kaleid liner Prisma Illya
Fate/kaleid liner Prisma Illya (Fate/kaleid liner プリズマ☆イリヤ, Fate/kaleid liner Purizuma☆Iriya) est une série de manga écrite et dessinée par Hiroshi Hiroyama. Elle a été prépubliée entre septembre 2007 et novembre 2008 dans le magazine Comp Ace de l'éditeur Kadokawa Shoten et a été compilée en un total de deux tomes. Il s'agit d'une histoire se déroulant dans un univers parallèle aux séries Fate/stay night et Fate/Zero, et où Illyasviel von Einzbern en est la protagoniste. Une suite nommée Fate/kaleid liner Prisma Illya 2wei! (Fate/kaleid liner プリズマ☆イリヤ ツヴァイ！, Fate/kaleid liner Purizuma☆Iriya Tsuvu~Ai!) a été publiée entre avril 2009 et mars 2012. Une seconde suite de la série, nommée Fate/kaleid liner Prisma Illya 3rei!! (Fate/kaleid liner プリズマ☆イリヤ ドライ！！, Fate/kaleid liner Purizuma☆Iriya Dorai!!), est publiée depuis mai 2012.
Une adaptation en série télévisée d'animation produite par le studio SILVER LINK. est diffusée initialement sur Tokyo MX entre juillet et septembre 2013. Une deuxième saison, adaptant la suite du manga Fate/kaleid liner Prisma Illya 2wei!, est diffusée entre juillet et septembre 2014. Une troisième saison intitulée Fate/kaleid liner Prisma☆Illya 2wei Herz! est diffusée entre juillet et septembre 2015, elle conclut la suite du manga. Une quatrième saison adapte la suite Fate/kaleid liner Prisma☆Illya 3rei!!, elle est diffusée entre juillet et septembre 2016. Un film d'animation, intitulé Fate/kaleid liner Prisma☆Illya: Sekka no chikai (Fate/kaleid liner プリズマ☆イリヤ 雪下の誓い, litt. Serment sous la neige) est sorti le 26 août 2017. Un OAV, intitulé Fate/kaleid liner Prisma Illya: Prisma Phantasm (Fate/kaleid liner Prisma☆Illya プリズマ☆ファンタズム, Fate/kaleid liner Purizuma☆Iriya Purizuma☆Fantazumu), est projeté dans les salles japonaises en juin 2019. Un nouveau film, Fate/kaleid liner Prisma☆Illya: Licht - Namae no nai shōjo, est prévu pour 2021.
La série est également adaptée en jeu vidéo, sous le nom Prisma Illya (プリズマ☆イリヤ), édité et publié par Kadokawa Games pour la Nintendo 3DS, il est sorti au Japon le 31 juillet 2014.

## Synopsis
Illyasviel von Einzbern était une écolière ordinaire jusqu'à qu'elle devienne une Magical-girl lorsque le Kaleidostick magique Ruby la considère comme une maîtresse plus convenable que la mage, Rin Tohsaka. Rin, qui avait été chargée par le mage Zelretch de rassembler les sept cartes de classe contenant les âmes des Esprits héroïques de la légende, trouve qu'elle est incapable de changer l'esprit de Ruby et doit superviser Illya devant accomplir la tâche de rassembler les Cartes de Classe. Pendant ses aventures, Illya se fait une nouvelle amie et rivale nommée Miyu, la maîtresse contracté du Kaleidostick Sapphire, qui a également abandonné sa maîtresse d'origine et rivale de Rin, Luvia Edelfelt.
Après une série de batailles, Illya et Miyu ont pu recueillir toutes les cartes et sont devenus de bonnes amies, tandis que Rin et Luvia sont restés au Japon sur ordre de Zelretch. Cependant, avec l'apparition de Kuro, une fille avec une ressemblance frappante d'Illya, complique bientôt leur vie comme elle tente d'éliminer Illya…

## Personnages
La série se déroulant dans un univers parallèle à la franchise Fate, de nombreux personnages issus de cette dernière y apparaissent.

### Personnages principaux
Illyasviel von Einzbern (イリヤスフィール・フォン・アインツベルン, Iriyasufīru fon Aintsuberun)
Voix japonaise : Mai Kadowaki,
Contrairement à son double de Fate/stay night, Illya a eu une enfance normale, grandissant avec aucune connaissance de la magie ou de la Guerre du Saint Graal. Elle vit avec son frère adoré Shirō et ses domestiques Leysritt et Sella s'occupent d'elle lorsque ses parents Kiritsugu et Irisviel sont absents. Elle est une fan d'anime de mahō-shōjo (en anglais : magical girl), et fantasme sur le fait d'en devenir une. Quand elle rencontre une baguette magique nommée « Magical Ruby », Illya est piégée pour signer un contrat et devenir une magical girl. Elle est également assez naïve et insouciante par rapport à sa version originale, même si elle est prête à s'appeler avec Miyu et Chloe des lesbiennes amoureuses pour cacher leur véritable activité en tant que magical girls. En tant que magical girl, elle doit chercher les sept « Cartes de Classe », qui contiennent les âmes des Esprits héroïques.
Magical Ruby (マジカルルビー, Majikaru Rubī)
Voix japonaise : Naoko Takano (ja),
Un Kaleidostick, un appareil magique qui permet à son utilisateur de devenir une magical girl. Bien que Ruby appartienne initialement à Rin, les querelles constantes de Rin avec Luvia font que Ruby abandonne Rin et se lie avec Illya à la place. Sapphire l'appelle « Nee-san » (姉さん, litt. « Grande sœur »). Ruby a une personnalité malicieuse, et taquine toujours Illya pour son plaisir, car les réactions d'Illya dépassent toujours ses attentes.
Miyu Edelfelt (美遊・エーデルフェルト, Miyu Ēderuferuto)
Voix japonaise : Kaori Nazuka,
Une fille mystérieuse choisie par Sapphire pour devenir son nouveau maître puis adoptée par Luvia. Elle prend ses devoirs en tant que magical girl très au sérieux et est d'abord méprisante par rapport aux capacités d'Illya, mais leur relation s'améliore progressivement, devenant assez admirée et très protectrice pour cette dernière.
Magical Sapphire (マジカルサファイア, Majikaru Safaia)
Voix japonaise : Miyu Matsuki (Jusqu'à 2wei!), ; Yumi Kakazu (Depuis 3rei!),
Un Kaleidostick, la petite-sœur de Magical Ruby, qui permet à Miyu de devenir une magical girl. Sapphire a été initialement assignée à Luvia, mais, comme avec Ruby, elle l'a abandonné après avoir été fatiguée de la façon dont elle se disputait constamment avec Rin. Elle est la plus raisonnable du duo Magical, et est toujours sérieuse au sujet de son travail en tant que Kaleidostick.
Rin Tōsaka (遠坂 凛, Tōsaka Rin)
Voix japonaise : Kana Ueda,
Une jeune mage envoyée par le magicien Kischur Zelretch Schweinorg au Japon afin de capturer les Cartes de Classe en utilisant les pouvoirs d'une magical girl. Après que Ruby l'abandonne pour Illya, Rin force Illya à accomplir sa mission à sa place, tout en la guidant et en la supervisant. Bien que normalement compétente, ses disputes incessantes avec Luvia font qu'elles créent différentes bêtises bien souvent embarrassantes, laissant Illya et Miyu douter de leurs compétences.
Luviagelita Edelfelt (ルヴィアゼリッタ・エーデルフェルト, Ruviazeritta Ēderuferuto)
Voix japonaise : Shizuka Itō,
Une jeune femme riche et fière, et une mage assignée à travailler avec Rin pour capturer les Cartes de Classe. Après que Sapphire l'abandonne, Luvia adopte immédiatement la nouvelle propriétaire de Sapphire, Miyu, et la guide dans la capture des Cartes de Classe. Elle adore utiliser sa fortune à tort et à travers, érigeant un manoir en face de la rue de la maison des Einzbern en une seule journée, où elle et Miyu vivent actuellement. Sa rivalité avec Rin provient à la fois de leurs personnalités de nature à se disputer et de leur amour mutuel pour Shirō, qui ne remarque pas leur attirance pour lui.
Chloé von Einzbern (クロエ・フォン・アインツベルン, Kuroe fon Aintsuberun)
Voix japonaise : Chiwa Saito,
Souvent appelée Kuro (クロ), c'est une fille mystérieuse qui est identique à Illya, mis à part sa peau sombre, de ses cheveux blancs et de ses yeux dorés ; elle apparaît après qu'Illya et Miyu capturent toutes les cartes de classe. Elle est une présence antagoniste et son but initial est de détruire Illya pour des raisons inconnues. L'existence de Kuro est révélée plus tard comme étant l'autre aspect d'Illya qui était précédemment scellé afin que Illya puisse vivre une vie ordinaire. Pour maintenir son existence, elle doit obtenir du mana des autres en les embrassant. Après la « lutte de pouvoir » dans la maison d'Einzbern, elle est considérée comme la « petite sœur » d'Illya. Chloé est presque ouvertement bisexuelle et a de l'affection pour des garçons comme Shirōu et toutes les filles qu'elle rencontrera, en particulier Illya. De ce fait, elle devient souvent la principale source de fan service yuri dans la série.

### La famille Einzbern
Shirō Emiya (衛宮 士郎, Emiya Shirō)
Voix japonaise : Noriaki Sugiyama
Le grand frère adoptif d'Illya, un jeune homme ordinaire qui semble souvent se retrouver dans des situations malheureuses. Illya et Chloé sont amoureuses de lui et il est plutôt populaire auprès des filles, dont Rin, Luvia, Sakura Matō, Caren et Moriyama Nanami (la sœur aînée de Nanaki), bien qu'il ne remarque pas qu'elles sont publiquement attirées par lui. Shirō a tendance à être mal traité par les gens qui l'entourent, bien qu'il admet qu'il s'est habitué d'être en bas de l'échelle. De par sa nature, il s'agit d'une version ouvertement parodique du Shirō original de Fate/stay night, dont les particularités ont été volontairement améliorées pour devenir comiques.
Une version alternative de lui, élevé par la famille de Miyu, semble avoir appris la magie et est plus similaire en personnalité du Shirō viril dans Fate/stay night. Celui-ci était enchaîné et emprisonné par la famille Ainsworth, mais il s'échappera plus tard après avoir entendu que Miyu était en difficulté et aidera les filles à la sauver.
Sella (セラ, Sera) et Leysritt (リーゼリット, Rīzeritto)
Voix japonaise : Haruhi Nanao (ja) (Sella) ; Miho Miyagawa (ja) (Leysritt)
Sella et Leysritt sont les domestiques des Einzbern et les principales gardiennes d'Illya et Shirō. Sella est une femme qui est facilement irritée par les désordres de la maison, mais elle se consacre à Illya et prend ses devoirs au sérieux. En revanche, Leysritt est décontractée et n'hésite pas à fuir ses devoirs et de laisser Shirō le faire à sa place. Néanmoins, elle est très enthousiaste et sympathique envers Illya et Shirō. Sella a tendance à penser que Shirō est un lolicon et un siscon, et le frappe à chaque fois qu'il a ses moments de pervers chanceux.
Irisviel von Einzbern (アイリスフィール・フォン・アインツベルン, Airisufīru fon Aintsuberun) et Kiritsugu Emiya (衛宮 切嗣, Emiya Kiritsugu)
Voix japonaise : Sayaka Ohara (Irisviel) ; Rikiya Koyama (Kiritsugu)
Les parents d'Illya et Shirō. Irisviel est une femme excentrique qui aime profondément Illya et Shirō et a assez d'habileté pour assommer Chloé d'un seul coup. Elle est souvent loin de la maison, révélant seulement qu'elle et son mari travaillent dur pour permettre aux enfants de vivre des vies ordinaires. En dépit d'être absente, elle et Illya partagent une relation étroite. Bien qu'elle soit descendante d'une longue lignée de mages, elle et Kiritsugu ont quitté la famille Einzbern peu de temps après la naissance d'Illya. Kiritsugu n'a pas fait de véritable apparition dans la série, bien que Shirō exprime le souhait de le voir revenir, surtout parce qu'il se sent opprimé par la présence féminine écrasante dans la maison.

### Académie Homurahara
Taiga Fujimura (藤村 大河, Fujimura Taiga)
Voix japonaise : Miki Itō
La professeur principale d'Illya et de Miyu à l'école.
Mimi Katsura (桂 美々, Katsura Mimi)
Voix japonaise : Satomi Satō
Une fille dans le cercle d'amies d'Illya, qui est une brillante élève. Elle apprécie le boys' love après avoir regardé la relation d'Illya-Miyu-Chloé et de Shirō-Issei, et devient une fujoshi après que Suzuka et sa sœur l'ont présenté au royaume du dōjinshi. Elle a un petit frère.
Tatsuko Gakumazawa (嶽間沢 龍子, Gakumazawa Tatsuko)
Voix japonaise : Emiri Katō (ja)
Une petite fille aux cheveux blonds dans le cercle d'amies d'Illya. Elle est la plus pénible pour le groupe et c'est une imbécile. Elle apporte constamment des ennuis à tout ce qu'elle fait, comme ajouter de la muscade et des menthes à des gâteaux en classe de cuisine (elle pensait qu'elles faisaient des steaks de Hambourg), même son père a déclaré qu'elle a déjà beaucoup aidé en ne contribuant pas du tout. Bien qu'elle est l'héritière du dojo de style Gakumazawa, elle n'a aucun talent dans les arts martiaux.
Suzuka Kurihara (栗原 雀花, Kurihara Suzuka)
Voix japonaise : Kanae Itō
Une fille aux cheveux noirs portant des lunettes à la monture rouge qui est dans le cercle d'amies d'Illya. Elle est l'esprit rationnel du groupe. Elle a une sœur aînée qui est un artiste de manga dōjin.
Nanaki Moriyama (森山 那奈亀, Moriyama Nanaki)
Voix japonaise : Mariya Ise
Une fille aux cheveux roses dans le cercle d'amies d'Illya. Elle éprouve de la rancune contre Luvia et Rin pour s'être opposer à l'amour de sa sœur aînée, qui est amoureuse de Shirō. Elle se trouve être une génie, puisqu'elle a maîtrisé l'art martial du style Gakumazawa en quelques minutes, mais sa paresse l'empêche d'utiliser efficacement ses talents.
Caren Hortensia (カレン・オルテンシア, Karen Orutenshia)
Voix japonaise : Ami Koshimizu
L'infirmière de l'école, c'est une femme qui observe Illya, Miyu et Chloé. Elle ne manifeste absolument aucun intérêt pour les événements, et est plutôt insouciante à propos de son travail en tant qu'infirmière. Elle est plus tard révélée comme étant la représentante de l'Église dans l'affaire liée aux Cartes de Classe, travaillant en tant que soutient d'arrière-plan et superviseuse. Il est également révélé qu'elle a choisi de travailler comme infirmière scolaire car cela lui permet de satisfaire son intérêt d'observer les souffrances des enfants à proximité.
Issei Ryūdō (柳洞 一成, Ryūdō Issei)
Voix japonaise : Mitsuaki Madono (ja)
L'héritier du temple Ryūdō et le meilleur ami de Shirō Emiya. Comme son double de Fate/stay night, il est également membre du BDE.
Nanami Moriyama (森山 那奈巳, Moriyama Nanami)
Voix japonaise : Mikako Takahashi
La sœur aînée de Nanaki. Selon Nanaki, elle est « une personne très gentille et aimable. Bonnet F ». Elle est amoureuse de Shirō Emiya. Bien qu'elle ait l'air très gentille, elle est apparemment assez audacieuse pour utiliser son apparence innocente afin de séduire Shirō, car elle lui demande d'essuyer son corps quand elle a de la fièvre. Sa façon de séduire Shirō fait que Rin et Luvia ne l'aiment pas, et depuis qu'elles ont jeté un sac entier de grenouilles disséquées sur Nanami, elle a développé une phobie des grenouilles.

### La famille Ainsworth
Ils sont les principaux antagonistes de Fate/kaleid liner Prisma Illya 3rei!!.
Darius Ainsworth (ダリウス・エインズワース, Dariusu Einzuwāsu)
Voix japonaise : Katsuyuki Konishi
Le patriarche de la famille Ainsworth. Miyu pensait que Darius était le père de Julian mais en réalité, il s'agit d'un tout autre niveau ; Darius a en effet posé une malédiction sur ses descendants, appelé « Remplacement conceptuel » (置換魔術, Furasshu Ea, en anglais : Flash Air), qui lui a permis de vivre des siècles en utilisant un hôte, dont l'actuel est Julian Ainsworth.
Julian Ainsworth (ジュリアン・エインズワース, Jurian Einzuwāsu)
Voix japonaise : Natsuki Hanae
Le chef de la famille Ainsworth, un magicien qui vit dans le Fuyuki du monde parallèle. Il emprunte le nom de son défunt père, Darius. Il est d'une personnalité froide. Il souhaite utiliser Miyu pour invoquer le Saint Graal et avec son sacrifice, pouvoir sauver leur monde de la destruction. Pour parvenir à ce but, il a créer les Cartes de Classe pour commencer la cinquième guerre du Saint Graal.
Erika Ainsworth (エリカ・エインズワース, Erika Einzuwāsu)
Voix japonaise : Sumire Morohoshi
Une petite fille d'école primaire qui se fait passer pour la fille de Darius et la sœur de Julian. Elle se caractérise par un esprit de contradiction en parole et en action et dit souvent le contraire de sa véritable intention. Elle a une grande fierté et se veut être forte mais elle pleure assez rapidement. Elle appelle Miyu « Onee-chan » (お姉ちゃん, litt. « Grande sœur »).
Beatrice Flowerchild (ベアトリス・フラワーチャイルド, Beatorisu Furawāchairudo)
Voix japonaise : Rie Kugimiya
Une des poupées de la famille Ainsworth. Une fille sadique portant des vêtements de style Gothic Lolita et parlant d'une façon violente.
Angelica Ainsworth (アンジェリカ・エインズワース, Anjerika Einzuwāsu)
Voix japonaise : Ryōko Shiraishi
Une des poupées de la famille Ainsworth.

### Autres
Hibari Kurihara (栗原 火雀, Kurihara Hibari)
Voix japonaise : Yōko Hikasa
La sœur aînée de Suzuka et une artiste de manga dōjin. Elle force toujours Suzuka à être sous ses ordres, surtout à l'aider à dessiner ses dōjin quand la date limite est proche. Elle est aussi une fujoshi.
Auguste (オーギュスト, Ōgyusuto)
Voix japonaise : Tesshō Genda
Le majordome de Luvia, et très fidèle à elle. Il a des capacités de combats élevées, mais moins par rapport à celles de Bazett. Il agit comme un père surprotecteur face à Shirō, puisque Luvia est amoureuse de lui.
Bazett Fraga McRemitz (バゼット・フラガ・マクレミッツ, Bazetto Furaga Makuremittsu)
Voix japonaise : Hitomi Nabatame (ja)
Une spécialiste du combat de premier rang, et tueuse à gages désignée dans le scellement de l'Association des mages ; elle est envoyée pour récupérer les Cartes de Classe d'Illya et Miyu, par la force si nécessaire. Elle est suffisamment compétente pour dominer Rin, Luvia et Chloé, et presque battre Illya et Miyu lorsqu'elles utilisent les Class Cards contre elle. Elle est impitoyable avec sa mission, obligeant éventuellement Rin à annoncer l'existence d'une huitième carte Servant précédemment inconnue pour arrêter l'agression de Bazett et entraîner une trêve. Sur son repli, Bazett retourne les trois cartes qu'elle a prises d'Illya.
À la suite de l'incident, elle a fait faillite (en raison de Luvia qui lui a fait payer le coût total de l'agression contre son manoir), ainsi elle travaille sur de nombreux emplois à temps partiel, notamment comme employée de Gakumazawa et de la mascotte « Lion Go-kun » au Parc animalier Gakugaku.
Gilgamesh (ギルガメッシュ, Girugamesshu)
Voix japonaise : Aya Endō (enfant) ; Tomokazu Seki (forme obscure)
Gilgamesh est la huitième carte de classe qui a été découverte par Rin après avoir étudié les battements terrestres de Fuyuki. Bien qu'il paraisse tout d'abord insensé et couvert d'un brouillard noir malveillant, il est parfaitement capable d'utiliser son arsenal entier d'armes contre ses adversaires. Après avoir vaincu Bazett et Chloé, il s'échappe du monde miroir des Cartes de Classe et complète un rituel lui permettant de se séparer en deux entités, une version enfantine de lui-même et un être noir gigantesque qui a accès à la plupart des Nobles Phantasms de Gilgamesh et qui désire de gagner la Guerre du Saint Graal. Malgré l'absence d'intention de gagner, il se permet de fusionner en partie avec l'être noir, car il reconnaît qu'Illya est une digne adversaire après qu'elle a combiné les deux Kaleidosticks pour devenir le « Kaleido Liner Zwei ». Il est finalement vaincu après un coup de force entre le « Kaleido Liner Zwei » d'Illya et son Enuma Elish.
Tanaka (田中)
Voix japonaise : Misato Fukuen
Une fille amnésique qu'Illya a rencontrée pour la première fois à Fuyuki du monde parallèle. Elle ne se rappelle même plus de son propre nom et se fait appelée « Tanaka » car il est marqué sur sa tenue de sport. Même si elle porte tenue d'été en plein hiver, elle n'essaie pas de porter autre chose. En plus de son amnésie, il lui manque beaucoup de connaissances de bon sens moderne et elle a un vocabulaire pauvre, ne connaissant pas le mot « douleur », au point d'être comparée à un enfant par Illya. D'une personnalité insouciante et gaffeuse, elle termine ses phrases par « Desu. Masu. » (です。ます。). La seule chose dont elle se souvienne est qu'elle doit vaincre les Ainsworth, qui ont des intentions néfastes selon ses propos, c'est pour cela qu'elle s'allie avec Illya.
Kirei Kotomine (言峰 綺礼, Kotomine Kirei)
Voix japonaise : Jōji Nakata
Le prêtre de l'Église et le propriétaire du magasin de rāmen dans le Fuyuki du monde parallèle. Il a invité Illya et Tanaka dans son restaurant alors qu'elles étaient affamées pour leur faire manger ses nouilles qu'il prépare avec du mapo doufu exceptionnellement épicé. Mais en plus de les avoir forcées à manger, il leur exige de l'argent à un prix exorbitant et les menace de devoir payer avec leur corps (en tant qu'ingrédient) si elles ne comptaient pas payées jusqu'à l'intervention de Gilgamesh en forme enfant. En réalité, c'est lui qui a soigné Shirō qui avait été blessé par Julian, et a fourni des informations sur la famille Ainsworth et la guerre du Saint Graal.

#### La famille Gakumazawa
Gouto Gakumazawa (嶽間沢 豪兎, Gakumazawa Gōto)
Voix japonaise : Tomoyuki Shimura (ja)
Le père de Tatsuko. Il est le seul membre de la famille Gakumazawa qui n'a pas de cheveux blonds. Il est le chef du dojo Gakumazawa, une école de lutte qui enseigne les arts de contrer (et rien d'autre). Il perd facilement, comme les fois où Luvia et Nanaki le battent à deux occasions différentes. Il a engagé Bazett après que cette dernière est en faillite à la suite de son assaut sur le manoir d'Edelfelt. Après que Nanaki l'a vaincu et a pris la plaque du dojo, il change le nom du dojo de « Gakumazawa » (嶽間沢) en « GKMZW ».
Stella Gakumazawa (嶽間沢 ステラ, Gakumazawa Stella)
Voix japonaise : Yumeha Kōda (ja)
La mère de Tatsuko, d'où ses enfants ont hérité des cheveux blonds.
Reiichi Gakumazawa (嶽間沢 黎一, Gakumazawa Reiichi)
Voix japonaise : Yoshitsugu Matsuoka
Le premier fils de la famille Gakumazawa et le frère aîné de Tatsuko aux cheveux blonds. Il semble être une personne cool.
Gaisuke Gakumazawa (嶽間沢 凱介, Gakumazawa Gaisuke)
Voix japonaise : Subaru Kimura (ja)
Le deuxième fils de la famille Gakumazawa et le second frère aîné de Tatsuko aux cheveux blonds. Il a l'air d'être une personne fougueuse, tout comme Tatsuko.

## Productions et supports

### Manga
La prépublication du manga, écrit et dessiné par Hiroshi Hiroyama, a débuté dans le numéro de novembre 2007 du magazine Comp Ace, paru le 26 septembre 2007. La suite nommée Fate/kaleid liner Prisma Illya Zwei! (Fate/kaleid liner プリズマ☆イリヤ ツヴァイ！) a débuté dans le numéro de juin 2009, publié le 25 avril 2009 et s'est terminée dans le numéro de mai 2012, paru le 26 mars 2012. Une troisième série nommée Fate/kaleid liner Prisma Illya 3rei!! (Fate/kaleid liner プリズマ☆イリヤ ドライ！！) est publiée depuis le numéro de juillet 2012, sorti le 26 mai 2012.
Pour fêter le cinquième anniversaire du magazine, un crossover avec Magical Girl Lyrical Nanoha est publié dans le numéro de juin 2010 sorti en mars 2010.

#### Liste des volumes
| no | Japonais                                      | Japonais                        | Japonais                                                                  |
| no | Titre                                         | Date de sortie                  | ISBN                                                                      |
| --- | --------------------------------------------- | ------------------------------- | ------------------------------------------------------------------------- |
| 1 | Fate/kaleid liner プリズマ☆イリヤ 1           | 24 avril 2008                   | 978-4-04-715048-5                                                         |
| Liste des chapitres : - Chapitre 01 : Naissance d'une magical girl ! (誕生！魔法少女！, Tanjō! Mahō shōjo!) - Chapitre 02 : Qui ? (誰？, Dare?) - Chapitre 03 : Les filles se rencontrent (ガール ミーツ ガール, Gāru mītsu gāru) - Chapitre 04 : On a perdu (負けました, Makemashita) - Chapitre 05 : Retour en combat, et (再戦、そして, Saisen, soshite) |                                               |                                 |                                                                           |
| 2 | Fate/kaleid liner プリズマ☆イリヤ 2           | 24 décembre 2008                | 978-4-04-715142-0                                                         |
| Liste des chapitres : - Chapitre 06 : Il y a deux options… ? (選択肢は2つ…?, Sentakushi wa futatsu…?) - Chapitre 07 : La vraie force, la force absolu (本物の力、絶対の力, Hontō no chikara, zettai no chikara) - Chapitre 08 : Un blanc et le bout de la nuit (空白 夜の終わり, Kūhaku yoru no owari) - Chapitre 09 : Passe un tour (一回休み, Ikkai yasumi) - Chapitre 10 : Victoire et fuite (勝利と逃走, Shōri to tōsō) - Chapitre 11 : Je vais revenir en fille normale (普通の女の子に戻ります, Futsū no onna no ko ni modorimasu) - Chapitre 12 : Ça se termine ici (ここで終わらせる, Koko de owaraseru) - Chapitre 13 : Kaléidoscope (Kaleidoscope, Kareidosukoppu) - Chapitre 14 : Épilogue (エピローグ, Epirōgu)                                                               |                                               |                                 |                                                                           |
| 1 | Fate/kaleid liner プリズマ☆イリヤ ツヴァイ! 1 | 22 décembre 2009                | 978-4-04-715350-9                                                         |
| Liste des chapitres : - Chapitre 01 : Illya grandi !? (イリヤ grow up!?, Iriya gurō appu!?) - Chapitre 02 : Illya × Illya (イリヤ×イリヤ, Iriya × Iriya) - Chapitre 03 : Attrapez la noire (黒いアイツを捕まえろ, Kuroi aitsu wo tsukamaero) - Chapitre 04 : Frère choqué (ブラザー・ショック, Burazā shokku) - Chapitre 05 : Vie normale brisée (日常ブレイカー, Nichijō bureikā) - Chapitre extra 1 : Leurs situations (彼女たちの事情, Kanojo-tachi no jijō) - Chapitre extra 2 : La nuit des magical girls (魔法少女の夜, Mahō shōjo no yoru) - Chapitre extra 3 : Leurs situations 2 (彼女たちの事情2, Kanojo-tachi no jijō tsū) |                                               |                                 |                                                                           |
| 2 | Fate/kaleid liner プリズマ☆イリヤ ツヴァイ! 2 | 21 juillet 2010                 | 978-4-04-715486-5                                                         |
| Liste des chapitres : - Chapitre 06 : Transfert sauvage (嵐の転校生, Arashi no tenkōsei) - Chapitre 07 : Retour au point de départ (ふりだしに戻る, Furidashi ni modoru) - Chapitre 08 : Eh bien, en d'autres termes (それは、つまり, Sore wa, tsumari) - Chapitre 09 : Menteuse (嘘つき, Usotsuki) - Chapitre 10 : Au-delà des mensonges et de la façade (嘘と強がりの向こう側, Uso to tsuyogari no mukō gawa) - Chapitre extra 4 : Karen-sensei ne bouge pas (華憐先生は動かない, Karen-sensei wa ugokanai) - Chapitre spéciale : Magical Girl Lyrical Nanoha × Fate/kaleid liner Prisma☆Illya (魔法少女リリカルなのは×Fate/kaleid liner プリズマ☆イリヤ, Mahō shōjo Ririkaru Nanoha × Feito kareido rainā Purizuma Iriya)                                                              |                                               |                                 |                                                                           |
| 3 | Fate/kaleid liner プリズマ☆イリヤ ツヴァイ! 3 | 21 janvier 2011                 | 978-4-04-715619-7                                                         |
| Liste des chapitres : - Chapitre 11 : La grande sœur flexible (フレキシブルお姉ちゃん, Furekisiburu onēchan) - Chapitre 12 : Affrontement ! Les sœurs cuisinent (激突！クッキン'シスターズ, Gekitotsu! Kukkin shisutāzu) - Chapitre 13 : Son nom (彼女の名は, Kanojo no na wa) - Chapitre 14 : Bataille solitaire (独りの戦い, Hitori no tatakai) - Chapitre 15 : Answerer (後より出でて先に断つもの, Ato yori de dete sakini tatsu mono) - Chapitre 16 : Les choses protégées par ces mains (その手が守ったものは, Sono te ga mamotta mono wa) - Interlude |                                               |                                 |                                                                           |
| 4 | Fate/kaleid liner プリズマ☆イリヤ ツヴァイ! 4 | 6 octobre 201121 septembre 2011 | 978-4-04-715799-6 (édition standard) 978-4-04-900811-1 (édition limitée)  |
| EXTRA : L'édition limitée de ce volume est comprise avec une figurine Nendoroid-Petit « Prisma Illya » et un drama CD.Liste des chapitres : - Chapitre 17 : J'aime pas avoir l'impression de le faire avec un miroir (鏡にしてるみたいでイヤなんだけど, Kagami ni shiteru mitai de iya nandakedo) - Chapitre 18 : Un anniversaire tricolore (1re partie) (トリコロール・バースデー(前編), Torikorōru bāsudē (Zenpen)) - Chapitre 19 : Un anniversaire tricolore (2de partie) (トリコロール・バースデー(後編), Torikorōru bāsudē (Kōhen)) - Chapitre 20 : Blue glass moon (Blue glass moon, Burū gurasu mūn) - Chapitre 21 : Broken Phantasm (壊れた幻想, Burōkun Fantazumu) - Chapitre 22 : L'exécuteur (執行者, Shikkōsha) - Chapitre extra 5 : Combat au kilo (キロバトル, Kiro batoru) |                                               |                                 |                                                                           |
| 5 | Fate/kaleid liner プリズマ☆イリヤ ツヴァイ! 5 | 22 mars 2012                    | 978-4-04-120158-9                                                         |
| Liste des chapitres : - Chapitre 23 : Le superviseur (監視者, Kanshisha) - Chapitre 24 : Une chose qui est au plus profond (地下のその地下にあるモノ, Chika no sono chika ni aru mono) - Chapitre 25 : Le garçon doré (金色の少年, Kin'iro no shōnen) - Chapitre 26 : La destinée de la noire (黒色の運命, Kuroiro no unmei) - Dernière chapitre : D'un recoin du monde, j'appelle ton nom (世界の片隅で君の名を, Sekai no katasumi de kimi no na o) |                                               |                                 |                                                                           |
| 1 | Fate/kaleid liner プリズマ☆イリヤ ドライ!! 1  | 17 novembre 2012                | 978-4-04-120500-6                                                         |
| Liste des chapitres : - Chapitre 1 : Une ville tapissée d'argent (銀色に沈む街, Gin'iro ni shizumu machi) - Chapitre 2 : Rencontres et retrouvailles (邂逅と再開, Kaikou to saikai) - Chapitre 3 : Vers l'entrée de la vérité (真実の入口へ, Shinjitu no iriguchi e) - Chapitre 4 : À cette époque, les gens (そんな時、人は, Sonna toki, hito wa) - Chapitre 5 : Un seul but (ひとつの頂点, Hitotsu no chōten) - Chapitre extra 6 : Girl's Homework (Girl's Homework, Gāruzu Hōmuwāku) |                                               |                                 |                                                                           |
| 2 | Fate/kaleid liner プリズマ☆イリヤ ドライ!! 2  | 22 juin 2013                    | 978-4-04-120747-5                                                         |
| Liste des chapitres : - Chapitre 6 : Ton véritable ennemi (君の本当の敵, Kimi no hontō no teki) - Chapitre 7 : La ville de la poussière d'étoile (星屑の町, Hoshikuzu no machi) - Chapitre 8 : À ma lâche petite sœur (弱虫の妹へ, Yowamushi no imōto e) - Chapitre 9 : Le cœur d'une merveille (不思議さんの御心は, Fushigi-san no okokoro wa) - Chapitre 10 : L'attaque de la jeune demoiselle (リトルレディ、襲来, Ritoruredi, shūrai) - Chapitre extra 7 : Chez Mimi (ミミんち, Mimi n nchi) - Chapitre extra 8 : Chez Suzuka (スズカんち, Suzuka n chi) |                                               |                                 |                                                                           |
| 3 | Fate/kaleid liner プリズマ☆イリヤ ドライ!! 3  | 24 juillet 2013                 | 978-4-04-120802-1                                                         |
| Liste des chapitres : - Chapitre 11 : Hostilité glaciale (凍てつく敵意, Itetsuku tekii) - Chapitre 12 : Pluie et Ignorance (雨と無知, Ame to muchi) - Chapitre 13 : Poupée et peluche (人形とぬいぐるみ, Ningyō to nuigurumi) - Chapitre 14 : La chambre de la jeune demoiselle (乙女ルーム, Otome rūmu) - Chapitre extra 9 : Leurs situations 3 (彼女たちの事情3, Kanojo-tachi no jijō surī) - Chapitre extra 10 : Leurs situations 4 (彼女たちの事情4, Kanojo-tachi no jijō fō) - Chapitre extra 11 : La vie est courte, gâte-toi, jeune Fille (命短し腐れよ乙女, Inochi mijikashi kusareyo otome) |                                               |                                 |                                                                           |
| 4 | Fate/kaleid liner プリズマ☆イリヤ ドライ!! 4  | 26 mars 201410 mars 2014        | 978-4-04-121022-2 (édition standard) 978-4-04-120815-1 (édition limitée)  |
| EXTRA : L'édition limitée de ce volume est comprise avec un OAV de la première saison de l'anime.Liste des chapitres : - Chapitre 15 : Vas-y Illyourson (すすめイリックマ, Susume Iri-kuma) - Chapitre 16 : Être humain et outil (人と道具, Hito to dōgu) - Chapitre 17 : L'éternité que j'ai vu auparavant (先に見えた永遠, Saki ni mieta eien) - Chapitre 18 : Le dernier à la deuxième vérité (最後から二つ目の真実, Saigo kara futatsume no shinjitsu) - Chapitre 19 : Le choix d'Illya (イリヤの選択, Iriya no sentaku) - Chapitre extra 12 : Jeunes filles, ayez l'esprit combatif (乙女よ闘志を抱け, Otome yo tōshi wo idake) |                                               |                                 |                                                                           |
| 5 | Fate/kaleid liner プリズマ☆イリヤ ドライ!! 5  | 25 octobre 2014                 | 978-4-04-102122-4                                                         |
| Liste des chapitres : - Chapitre 20 : Auprès de la princesse (姫の元へ, Hime no moto e) - Chapitre 21 : Le château disparaît et la mythologie sans fin (消える城と終わらぬ神話, Kieru Shirō to owaranu shinwa) - Chapitre 22 : La main prend et la main protège (奪う手と、守る手と, Ubau te to, mamoru te to) - Chapitre 23 : Tu n'es pas seule (独りじゃない, Hitori janai) - Chapitre extra 13 : Jeunes filles, ayez l'esprit combatif 2 (乙女よ闘志を抱け2, Otome yo tōshi wo idake Tsū) |                                               |                                 |                                                                           |
| 6 | Fate/kaleid liner プリズマ☆イリヤ ドライ!! 6  | 10 août 201525 juillet 2015     | 978-4-04-102123-1 (édition standard) 978-4-04-102198-9 (édition limitée)  |
| EXTRA : L'édition limitée de ce volume est comprise avec un OAV de la deuxième saison de l'anime.Liste des chapitres : - Chapitre 24 : La poupée cassée (壊れた人形, Kowareta ningyō) - Chapitre 25 : Dialogue doré (金色問答, Kin'iro toitō) - Chapitre 26 : Intention de feu (火の意思, Hi no ishi) - Chapitre 27 : Un miracle survient (繋いだ奇跡, Tsunaida kiseki) - Chapitre 28 : La maison des frères (兄弟の家, Kyōdai no ie) - Chapitre extra 14 : Jeunes filles, ayez l'esprit combatif 3 (乙女よ闘志を抱け3, Otome yo tōshi wo idake surī) |                                               |                                 |                                                                           |
| 7 | Fate/kaleid liner プリズマ☆イリヤ ドライ!! 7  | 26 mars 2016                    | 978-4-04-104084-3                                                         |
| Liste des chapitres : - Chapitre 29 : L'enfant divin (神の子, Kami no ko) - Chapitre 30 : Au vœux vers l'étoile (星に願いを, Hoshi ni negai o) - Chapitre 31 : Juste ces jours-ci (ただそんな日々が, Tada son'na hibi ga) - Chapitre 32 : Mensonge (嘘, Uso) - Chapitre 33 : Coquille vide qui retentissait (叫んだ抜け殻, Sakenda nukegara) - Chapitre 34 : La seule imitation restante à la fin (最後に残った、たった一つの偽者, Saigo ni nokotta, tatta hitotsu no nisemono) |                                               |                                 |                                                                           |
| 8 | Fate/kaleid liner プリズマ☆イリヤ ドライ!! 8  | 26 novembre 2016                | 978-4-04-104688-3                                                         |
| Liste des chapitres : - Chapitre 35 : Le Serment sous la neige (雪下の誓い, Sekka no chikai) - Chapitre 36 : L'épéiste de l'âme perdue (亡魂の剣士, Bōkon no kenshi) - Chapitre 37 : Du frère, à la sœur (兄から、妹へ, Ani kara, imōto e) - Chapitre 38 : Dernière volonté de l'épée (剣の遺志, Tsurugi no ishi) - Chapitre 39 : Merci, au revoir (ありがとう、さようなら, Arigatō, sayōnara) - Chapitre 40 : Ce qui est en dessous (その裏にあるもの, Sono ura ni aru mono) |                                               |                                 |                                                                           |
| 9 | Fate/kaleid liner プリズマ☆イリヤ ドライ!! 9  | 25 août 2017                    | 978-4-04-106004-9                                                         |
| Liste des chapitres : - Chapitre 41 : Jeu décisif ? Le château Chloé !! (決戦？クロエ城！！, Kessen? Kuroejō!!) - Chapitre 42 : Changement croisé (クロスチェンジ, Kurosu chenji) - Chapitre 43 : Discussion secrète (密談, Mitsudan) - Chapitre 44 : La vérité problématique (不具合な真実, Fuguai na shinjitsu) - Chapitre 45 : Le faux ciel (偽りの空, Itsuwari no sora) - Chapitre 46 : Monstre (怪物, Kaibutsu) |                                               |                                 |                                                                           |
| 10 | Fate/kaleid liner プリズマ☆イリヤ ドライ!! 10 | 26 juillet 2018,                | 978-4-04-106005-6 (édition standard) 978-4-04-107282-0 (édition spéciale) |
| EXTRA : L'édition spéciale de ce volume est comprise avec un livret d'illustrations.Liste des chapitres : - Chapitre 47 : Les Berserkers (狂戦士たち, Kyōsenshi-tachi) - Chapitre 48 : Au fond de la folie (狂気の底, Kyōki no soko) - Chapitre 49 : Pour Illya (イリヤなら, Iriya nara) - Chapitre 50 : Souvenir d'elle (彼女の思い出, Kanojo no omoide) - Chapitre 51 : Les enfants partent vers la fin (黄昏の先を行く子らへ, Owari no saki o iku kora e) |                                               |                                 |                                                                           |
| 11 | Fate/kaleid liner プリズマ☆イリヤ ドライ!! 11 | 26 mai 2020                     | 978-4-04-108771-8                                                         |
| Liste des chapitres : - Chapitre 52 : Raconte moi ton histoire (あなたの話を聞かせて, Anata no hanashi o kikasete) - Chapitre 53 : Le Mensonge du jeune garçon et de la jeune fille (少年と少女の嘘, Shōnen to shōjo no uso) - Chapitre 54 : La Fille sans nom (名前の無い少女, Namae no nai shōjo) - Chapitre 55 : Lumière (光, Hikari) - Chapitre 56 : Les Épines inévitables (抜けない棘, Nukenai toge) |                                               |                                 |                                                                           |
| 12 | Fate/kaleid liner プリズマ☆イリヤ ドライ!! 12 | 26 mai 2021                     | 978-4-04-111490-2                                                         |
| Liste des chapitres : - Chapitre 57 : ある物語の結末 (Aru monogatari no ketsumatsu) - Chapitre 58 : 世界の孔 (Sekai no kō) - Chapitre 59 : 姉として (Ane toshite) - Chapitre 60 : ある世界の終着 (Aru sekai no shūchaku) - Chapitre 61 : いつか帰る場所 (Itsuka kaeru basho) - Chapitre 62 : 最後の生命 (Saigo no inochi) |                                               |                                 |                                                                           |
| 13 | Fate/kaleid liner プリズマ☆イリヤ ドライ!! 13 | 24 juin 2022,                   | 978-4-04-112514-4 (édition standard) 978-4-04-112513-7 (édition spéciale) |
| EXTRA : L'édition spéciale de ce volume est comprise avec un livret d'illustrations.Liste des chapitres : - Chapitre 63 : 星命の記録 (Seimei no kiroku) - Chapitre 64 : 暗闇を照らす灯り (Kurayami o terasu akari) - Chapitre 65 : 星の触覚よ (Hoshi no shokkaku yo) - Chapitre 66 : 背中を照らす星々 (Senaka o terasu shinshin) - Chapitre 67 : 誰か (Dareka) - Chapitre 68 : 星は空にある (Hoshi wa sora ni aru) - Interlude |                                               |                                 |                                                                           |
| 14 | Fate/kaleid liner プリズマ☆イリヤ ドライ!! 14 | 25 juin 2024                    | 978-4-04-113791-8                                                         |
| Liste des chapitres : - Chapitre 69 : わたしだけの優しい先輩 (Watashi dake no yasashī senpai) - Chapitre 70 : 断絶と接 (Danzetsu to setsu) - Chapitre 71 : その名 (Sono na) - Chapitre 72 : その間隙 (Sono kangeki) - Chapitre 73 : その一振りで (Sono ichi furi de) |                                               |                                 |                                                                           |

### Anime

#### Séries télévisées
L'adaptation en série télévisée d'animation est annoncée dans le numéro d'avril 2012 du magazine Comptiq,. Celle-ci est réalisée par Shin Ōnuma, produite par le studio SILVER LINK., scénarisée par Kenji Inoue et Hazuki Minase avec une bande originale composée par Tatsuya Katō. Elle est diffusée du 6 juillet au 14 septembre 2013 sur Tokyo MX, et chaque épisode était diffusé une semaine en avance sur le site Nico Nico Dōga. Le quatrième volume de Fate/kaleid liner Prisma Illya 3rei!! sorti en mars 2014 contient un OAV servant de onzième épisode dans son édition limitée,. Les coffrets DVD et Blu-ray japonais contiennent des épisodes courts bonus.
L'adaptation de Fate/Kaleid liner Prisma Illya 2wei! est annoncée à la suite de la diffusion du dixième et dernier épisode de la première saison,. Elle est diffusée à partir du 10 juillet 2014 sur Tokyo MX et d'autres chaînes,. Un second OAV est sorti avec l'édition limitée du sixième volume de Fate/kaleid liner Prisma Illya 3rei!! en juillet 2015. À la suite de la diffusion du dernier épisode de 2wei!, le 11 septembre 2014, la seconde partie intitulée Fate/kaleid liner Prisma Illya 2wei! Herz est annoncée pour 2015. Celle-ci est diffusée du 25 juillet au 26 septembre 2015. Elle conclut ainsi la première suite du manga.
Une quatrième saison, adaptant la troisième partie du manga, est annoncée à la suite de la diffusion du dixième et dernier épisode de Fate/kaleid liner Prisma Illya 2wei Herz!. Intitulée Fate/Kaleid liner Prisma Illya 3rei!!, elle est diffusée du 6 juillet au 21 septembre 2016. Le doublage de Sapphire a dû être réattribué à la suite du décès de la seiyū Miyu Matsuki le 27 octobre 2015. Yumi Kakazu a été annoncé comme la nouvelle doubleuse de Sapphire.
La première saison est en partie diffusée en simulcast par Dybex en France, avant que l'éditeur ne perde les droits de diffusion. Elle est diffusée en Amérique du Nord par Crunchyroll et Sentai Filmworks l'édite en 2014 en version physique. 2wei Herz! et 3rei!! sont diffusées en simulcast par Crunchyroll dans les pays francophones,. 

##### Musiques
| Générique                                            | Début     | Début                          | Début              | Fin          | Fin                                                         | Fin                                              |
| Générique                                            | Éps.      | Titre                          | Artiste            | Éps.         | Titre                                                       | Artiste                                          |
| ---------------------------------------------------- | --------- | ------------------------------ | ------------------ | ------------ | ----------------------------------------------------------- | ------------------------------------------------ |
| Fate/kaleid liner Prisma☆Illya (saison 1)            | 1 – 10OAV | starlog                        | ChouCho            | 1 – 810      | Prism Sympathy                                              | StylipS                                          |
| Fate/kaleid liner Prisma☆Illya (saison 1)            | 1 – 10OAV | starlog                        | ChouCho            | 9            | Tsunagu Kizuna Tsutsumu Kodoku (ツナグキズナ・ツツムコドク) | StylipS                                          |
| Fate/kaleid liner Prisma☆Illya 2wei! (saison 2)      | 2 – 10OAV | moving soul                    | Minami Kuribayashi | 1 – 10OAV    | TWO BY TWO                                                  | Yumeha Kōda                                      |
| Fate/kaleid liner Prisma☆Illya 2wei Herz! (saison 3) | 1 – 9     | Wonder Stella (ワンダーステラ) | fhána              | 1 – 5        | Happening☆Diary (ハプニング☆ダイアリー)                     | Yumeha Kōda                                      |
| Fate/kaleid liner Prisma☆Illya 2wei Herz! (saison 3) | 1 – 9     | Wonder Stella (ワンダーステラ) | fhána              | 6 – 10       | Wishing diary                                               | Yumeha Kōda                                      |
| Fate/kaleid liner Prisma☆Illya 3rei!! (saison 4)     | 1 – 11    | Asterism                       | ChouCho            | 1 – 810 – 12 | WHIMSICAL WAYWARD WISH                                      | TECHNOBOYS PULCRAFT GREEN-FUND feat. Yumeha Kōda |
| Fate/kaleid liner Prisma☆Illya 3rei!! (saison 4)     | 1 – 11    | Asterism                       | ChouCho            | 9            | cuddle                                                      | ChouCho                                          |

#### Films d'animation

##### Fate/kaleid liner Prisma☆Illya: Sekka no chikai
La production d'un film d'animation a été divulguée pour la première fois le 21 septembre 2016 à la suite de la diffusion de l'épisode final de la quatrième saison de l'anime, Fate/kaleid liner Prisma☆Illya 3rei, avec un visuel de fin. Il a été annoncé début 2017 que le long métrage s'intitule Fate/kaleid liner Prisma☆Illya: Sekka no chikai (Fate/kaleid liner プリズマ☆イリヤ 雪下の誓い, litt. « Fate/kaleid liner Prisma☆Illya: Le Serment sous la neige ») et est prévu pour l'été de la même année,. Shin Ōnuma est indiqué comme de retour au studio d'animation SILVER LINK. pour réaliser et produire le film. L'auteur original du manga Hiroshi Hiroyama a travaillé avec le personnel de l'anime et a déclaré que même si différents zones de l'histoire originale avaient été modifiés, le film était fidèle à la version originale. Néanmoins, il s'est abstenu de révéler davantage d'informations sur le film aux fans. Le réalisateur Shin Ōnuma a travaillé sur le film avec l'idée que les actions des personnages devaient être émouvantes tout en accordant toute son attention aux scènes de combat pour les rendre particulièrement attractives. Le long-métrage est sorti le 26 août 2017 au Japon.
Le seiyū de Shirō Emiya, Noriaki Sugiyama, a déclaré que l'idée du récit de Shirō transposé dans un film plutôt que dans une série télévisée semblait plus intéressante ; il ajoute également que « Shirō est un philanthrope dans tous les mondes. C'est un jeune garçon qui souhaite le bonheur de ceux qui l'entourent, comme Miyu et Illya ». Kaori Nazuka, qui interprète Miyu, a déclaré que son personnage avait un arc narratif remarquable dans ces spin-off grâce à sa relation grandissante avec Shirō. Quand on lui a demandé quelle était sa scène préférée du film, Sugiyama a fait référence à la scène finale en raison de la présentation attrayante de la profondeur du personnage de Shirō à cause de l'impact de sa dernière phrase sur Miyu. Hiroyama a senti que la voix de Shirō contenait dans ce film un sentiment de sécurité supérieur à celui de son manga. Sugiyama a ensuite décrit le film comme une version plus sombre du genre de magical girl précédemment exploré dans les précédentes séries Illya.
Le film utilise les chansons « kaleidoscope » et « Usubeni no tsuki » (薄紅の月, litt. « La Lune rouge clair ») de ChouCho,. ChouCho a composé deux chansons qui sont focalisées la relation entre Shirō et Miyu, qui sont au centre de l'intrigue, la décrivant comme réconfortante en raison du lien étroit qui unit les frères et sœurs. La chanson kaleidoscope est principalement axée sur le point de vue de Shirō lors de sa première rencontre avec Miyu, qui devient l'une des personnes les plus importantes qu'il ait jamais rencontrées. Cependant, en raison de l'intrigue du film, les paroles ont été écrites pour rendre le ton plus sombre en ce qui concerne l'évolution de ce qui arrive aux deux frères et sœurs. Bien qu'il ne s'agisse pas d'une chanson sur Shirō, Choucho déclare qu'en l'écoutant, les spectateurs trouvera un meilleur avis du personnage.
Dans le cadre de la promotion du film, Takashi Takeuchi, artiste original du visual novel Fate/stay night, a créé une poster de l'interprétation de Hiroyama de Shirō, offerte aux spectateurs au Japon. Hiroyama a réagi de manière enthousiaste à cette promotion. Les coffrets DVD et Blu-ray du film est sorti au Japon le 31 janvier 2018. Les éditions spéciales des coffrets comprennent une illustration de Shirō par Hiroyama ainsi qu'un court métrage intitulé Kuro Sakura no heya (黒桜の部屋) dans lequel Shirō et Sakura discutent des modifications apportées à Sekka no chikai par rapport au manga d'origine. La bande originale du film est sortie le 26 août 2017.

##### Fate/kaleid liner Prisma☆Illya: Licht - Namae no nai shōjo
Le 21 juin 2020, la production d'un nouveau film d'animation pour Fate/kaleid liner Prisma☆Illya a été annoncé par le biais d'une nouvelle illustration et d'une bande annonce publiées sur le site officiel de la série,. Intitulé Fate/kaleid liner Prisma☆Illya: Licht - Namae no nai shōjo (Fate/kaleid liner プリズマ☆イリヤ Licht 名前の無い少女), le long métrage est prévu pour une sortie en 2021,.

#### OVA
En octobre 2017, un nouveau projet d'animation pour la série avait été annoncé. Lors de l'événement Prisma Klangfest ~kaleidoscope~ qui s'est déroulé le 22 décembre 2018, il a été révélé qu'un original video animation (OVA) est en cours de production. En février 2019, le site officiel de l'anime a révélé le retour du personnel de la série télévisée pour la production de cet épisode et des seiyū qui reprennent également leurs rôles ; intitulé Fate/kaleid liner Prisma Illya: Prisma Phantasm (Fate/kaleid liner Prisma☆Illya プリズマ☆ファンタズム, Fate/kaleid liner Purizuma☆Iriya Purizuma☆Fantazumu), il est projeté dans les salles japonaises le 14 juin 2019 avant d'être édité en Blu-ray/DVD le 27 novembre 2019,.

## Produits dérivés

### Light novel
La série télévisée a été adaptée en light novel. Hiro Ito en est l'auteur, tandis que SILVER LINK. s'occupait de la couverture et du frontispice, bun150 a illustré les deux volumes. Cette adaptation est fidèle à la première saison mis à part quelques nouvelles scènes originales ajoutées. Le premier volume est sorti le 1er août 2013  (ISBN 978-4-0410-0934-5) et le second le 1er octobre 2013  (ISBN 978-4-0410-1025-9).

### Jeu vidéo
Un jeu vidéo nommé Prisma Illya (プリズマ☆イリヤ) a été annoncé dans le magazine Famitsu de juin 2013. Initialement prévu pour septembre 2013, le jeu est sorti au Japon le 31 juillet 2014 sur Nintendo 3DS. Le jeu couvre l'histoire du manga et de la série anime.